# گای ادواردز
گای ریچارد گارونوی ادواردز (انگلیسی: ‎Guy Richard Goronwy Edwards‎؛ زادهٔ ۳۰ دسامبر ۱۹۴۲ در مک‌کلسفیلد، چشر) رانندهٔ سابق مسابقات اتومبیل‌رانی اهل بریتانیا است که در فصل ۱۹۷۴، و دوباره از فصل ۱۹۷۶ تا ۱۹۷۷ در مجموع در هفده گراند پری از مسابقات جهانی فرمول یک شرکت کرد، اما موفق به کسب هیچ امتیازی نشد.